# 正月パス

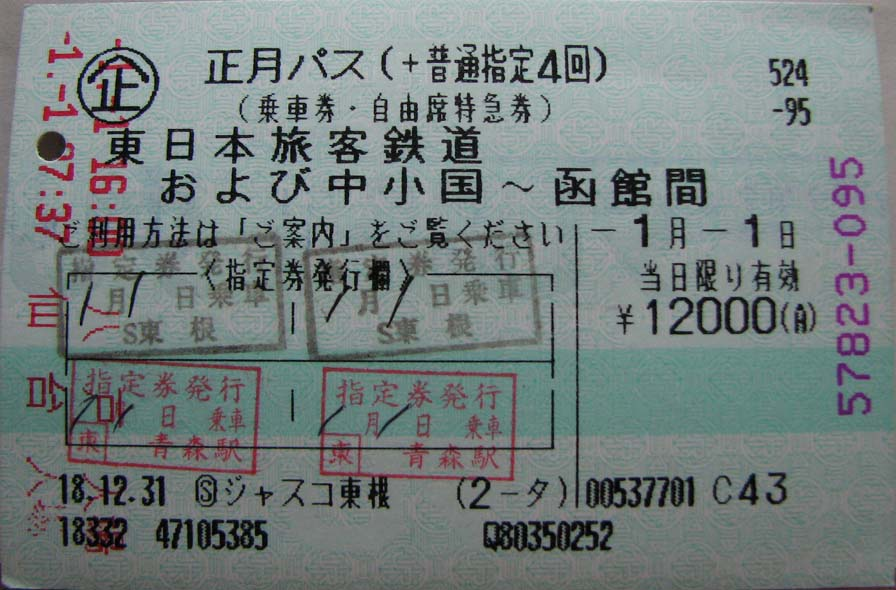
正月パス（マルス発行）

正月パス（しょうがつパス）とは、東日本旅客鉄道（JR東日本）が発売していた、毎年1月1日限定でJR東日本全線と北海道旅客鉄道（JR北海道）線の一部、一部の第三セクター線が乗り放題となる特別企画乗車券（トクトクきっぷ）である。

## 概要

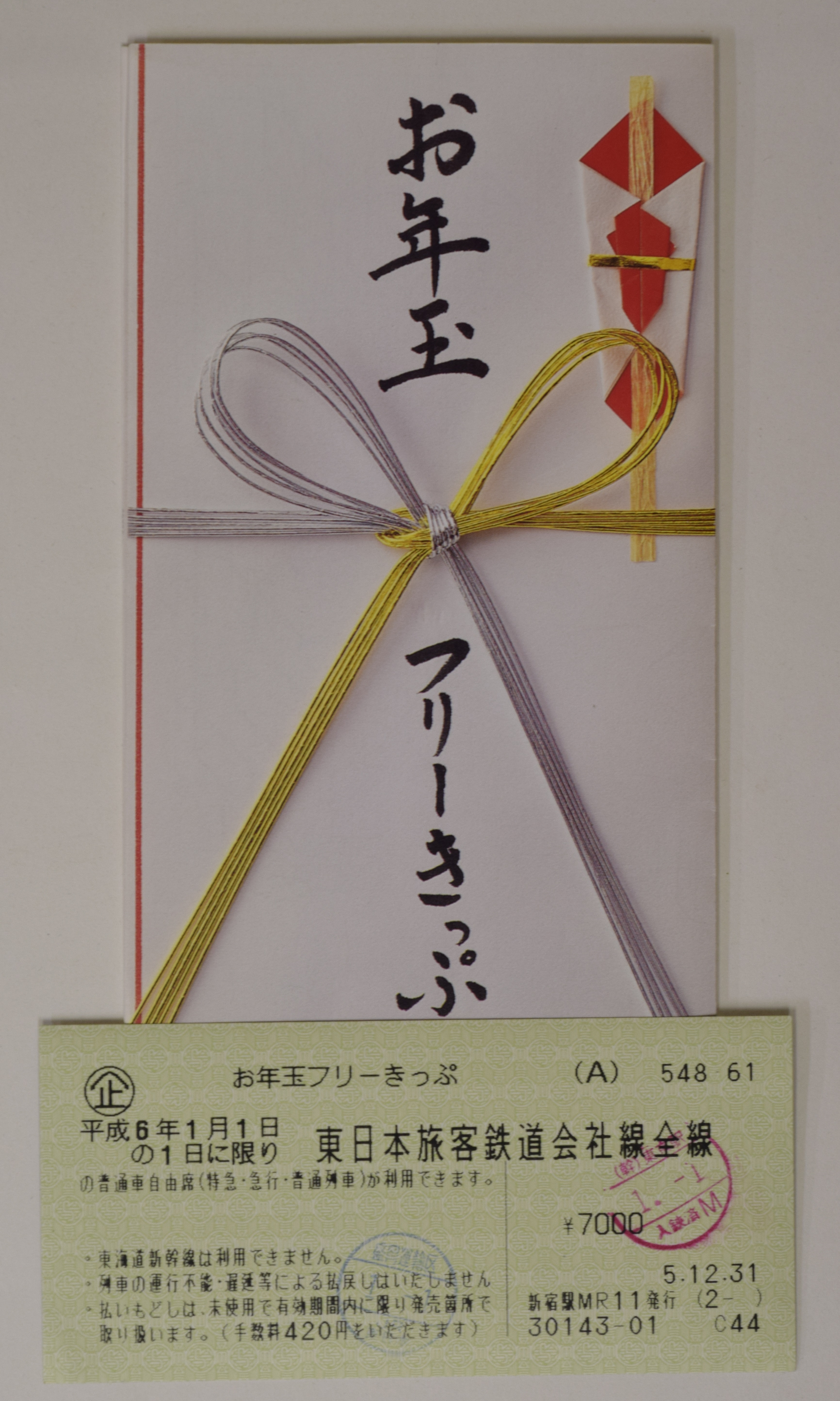
お年玉フリーきっぷは専用のチケットホルダー付きだった

JR東日本が1995年より発売を開始した元日限定のフリーきっぷである。JR東日本全線の新幹線・特急・急行・快速・普通列車の普通車自由席が乗り放題。1999年発売（2000年1月1日有効）分までは「お年玉フリーきっぷ」、2000年発売（2001年1月1日有効）分は「21世紀お年玉フリーきっぷ」、2001年発売（2002年1月1日有効）分からは現行の「正月パス」という名称に変更された。2004年発売（2005年1月1日有効）有効の「正月パス」からは、フリーエリアがJR東日本全線に加えJR北海道中小国～函館間が加わった。これに伴って値上がりしたため、1日当たりに換算すると同じくJR東日本が発売する「三連休パス」（8667円/日＝普通車の場合）や「土・日きっぷ」（9000円/日＝普通車の場合）などの方が安い。しかし、数少ない繁忙期に使えるトクトクきっぷとあって、毎年利用者は多い。
2009年元日用は「正月パス（＋普通指定4回）」と「正月パス（＋グリーン4回）」の2種類が発売され、料金は普通指定4回が12,000円（中高生も大人料金となる）（子供6,000円）、グリーン4回が16,000円（子供8,000円）。
なお、2010年以降はふるさと行きの乗車券を設定しているため、正月パスは発売されていない。

## フリーエリア
- 東日本旅客鉄道：全線
- 北海道旅客鉄道:津軽海峡線中小国駅～函館駅間
- 青い森鉄道：青い森鉄道線
- IGRいわて銀河鉄道：いわて銀河鉄道線
- 北越急行：ほくほく線
- 伊豆急行：伊豆急行線

※フリーエリア内であっても、上記以外の第三セクター線及び東海道新幹線は利用できない。

## 利用できる列車・設備
特急（新幹線を含む）・急行・普通列車（快速を含む）の普通車自由席が乗り降り自由となる。あらかじめ窓口・指定席券売機にて指定券の交付を受けることにより、「正月パス（＋普通指定4回）」は普通車の指定席を4回まで、「正月パス（＋グリーン4回）」はグリーン車も含めて指定席を4回まで利用できる。ただし、指定席を5回以上利用する場合または事前に指定を受けずに指定席を利用した場合は、運賃のみ有効となり、別にグリーン料金・特急料金等が必要となる。
普通列車（快速を含む）のグリーン車自由席・ホームライナー（ライナー券や乗車整理券を別途購入）・寝台車（寝台券＋特急券または急行券を別途購入）・個室（グリーン個室、普通個室を別途購入）などを利用する場合は運賃のみ有効で、別に料金券等が必要となる。ただし、「正月パス（＋グリーン4回）」に限り、普通列車（快速を含む）のグリーン車自由席を何回でも利用することが出来る。
また、正月パスは自動改札機を利用することが出来る。また、新幹線指定席に乗車する場合は、改札入場時に本券と新幹線指定券を一緒に投入することで、新幹線車内での検札が省略される。ただし、座席の指定を受ける際は指定席券売機は利用できず、みどりの窓口に行く必要がある。
この他、駅レンタカーをレール＆レンタカー「トレン太くん」の対象として利用できる。

### はやて号とこまち号の特例
はやて号（自由席連結列車を含む）の盛岡～八戸間と、こまち号の盛岡～秋田間の立席の利用は、指定4回の発券回数に数えることなく、正月パス本券のみで利用できる。また、この区間に限り空いている席があれば着席することができる。ただし、この区間を越えて「はやて号」「こまち号」を利用する場合は、立席券がなければ乗車できない（立席券でも指定席の発券回数として数えられる）。
回数として数えられない例
- 雫石駅 - （こまち6号立席）- 盛岡駅 - （はやて5号立席） - 二戸駅
- 新花巻駅 - （はやて95号自由席） - 二戸駅
- 新花巻駅 - （はやて95号自由席） - 盛岡駅 - （こまち95号立席） - 田沢湖駅
- 仙台駅 - （やまびこ41号自由席） - 盛岡駅 - （はやて1号立席） - 二戸駅

回数として数えられる例
- 仙台駅 - （はやて1号立席） - 二戸駅
- 仙台駅 - （はやて1号立席） - 盛岡駅 - （こまち1号立席） - 角館駅

※仙台駅～盛岡駅間の「はやて1号」のみカウントされる。
- 仙台駅 - （はやて1号立席） - 盛岡駅 - （はやて3号指定席） - 八戸駅

※この場合は、どちらとも1回（合計2回）としてカウントされる。

## 発売期間・有効期間
- 発売期間：使用する前年の12月15日～31日
- 使用期間：1月1日

前年12月31日からまたがって乗車する場合は、0時を過ぎて最初に停車する駅から有効。その駅まで有効な乗車券と料金券等は別に必要となる。
1月1日夜に夜行列車に乗車して1月2日にまたがる場合は、途中下車しない限り、フリーエリア内を利用することが可能。ただし、日付をまたいでから新たに特急等に乗車する場合は、運賃のみ有効となり料金券等は別に必要となる。

## 条件など
- （指定席の）指定列車の変更は、指定列車が始発駅を出る前の時刻までに限って、無制限で変更できる。
- 東北はじめエリア内で乗車有効な各新幹線の座席指定の場合、通常のルールである「乗り継ぎ」（例：盛岡駅からはやて号で仙台駅まで乗車し、やまびこ号に乗り換え宇都宮駅まで利用する場合、通しで1回の「指定」扱いとなる）も適用される。
- 通路側・窓側などの指定も、空席があれば通常通り適用される。
- 払い戻しは、「未使用かつ有効期間内に限り」取り扱われる（手数料630円）。但し、指定券を発行している場合、「当該列車発車後の未使用」、もしくは「列車運行不能」や「遅延」での払い戻しはできない。